# Манеле (Гаваї)
Манеле (англ. Manele) — переписна місцевість (CDP) в США, в окрузі Мауї штату Гаваї. Населення — 7 осіб (2020).

## Географія
Манеле розташований за координатами 20°44′31″ пн. ш. 156°54′4″ зх. д. / 20.74194° пн. ш. 156.90111° зх. д. (20.741975, -156.901169).  За даними Бюро перепису населення США в 2010 році переписна місцевість мала площу 3,17 км², уся площа — суходіл.

## Демографія
Згідно з переписом 2010 року, у переписній місцевості мешкало 29 осіб у 16 домогосподарствах у складі 11 родини. Густота населення становила 9 осіб/км².  Було 84 помешкання (26/км²).
Расовий склад населення:
| - 82,8 % — білих - 17,2 % — азіатів |

До двох чи більше рас належало 0,0 %. Частка іспаномовних становила 0,0 % від усіх жителів.
За віковим діапазоном населення розподілялося таким чином: 3,4 % — особи молодші 18 років, 58,7 % — особи у віці 18—64 років, 37,9 % — особи у віці 65 років та старші. Медіана віку мешканця становила 62,5 року. На 100 осіб жіночої статі у переписній місцевості припадало 107,1 чоловіків;  на 100 жінок у віці від 18 років та старших — 100,0 чоловіків також старших 18 років.
Цивільне працевлаштоване населення становило 0 осіб. 